# Bryan Carvallo
Bryan Andrés Carvallo Utreras (Santiago del Cile, 15 settembre 1995) è un calciatore cileno, centrocampista dell'Univ. de Concepción.

## Carriera

### Club
Vinse il campionato cileno nel 2014 e nel 2015 con il Colo Colo.

### Nazionale
Ha giocato nelle nazionali giovanili cilene Under-17 ed Under-20.